# Dysphania manillaria
Dysphania manillaria är en fjärilsart som beskrevs av Achille Guenée 1858. Dysphania manillaria ingår i släktet Dysphania och familjen mätare. Inga underarter finns listade i Catalogue of Life.